# جنگ خدمتکاران آکیبا
جنگ خدمتکاران آکیبا یا جنگ پیش‌خدمت‌های آکیبا (به انگلیسی: Akiba Maid War) مجموعه تلویزیونی انیمه ژاپنی است که توسط سایگیمز و استودیو پی.ای. ورکس ساخته و تولید شده است. این اثر از اکتبر تا دسامبر ۲۰۲۲ پخش شد.

## داستان
در محله آکیهابارا در سال ۱۹۹۹، دختری ۱۷ ساله به نام ناگومی واهیرا کار جدید خود را در یک کافه خدمتکار با تم خوک به عنوان یک خدمتکار آغاز می‌کند تا به یک خدمتکار شاد و سخت کوش تبدیل شود. با این حال متوجه می‌شود که دنیای کافه‌های آکیهابارا بسیار بدتر از آن چیزی است که او در ابتدا پیش‌بینی می‌کرد.